# Тимошкино (Грязовецкий район)
Тимошкино — деревня в Грязовецком районе Вологодской области.
Входит в состав Сидоровского муниципального образования, с точки зрения административно-территориального деления — в Сидоровский сельсовет.
Расстояние по автодороге до районного центра Грязовца — 46,5 км, до центра муниципального образования Сидорово — 1,5 км. Ближайшие населённые пункты — Ильинское, Шилово, Бакшино.
По данным переписи в 2002 году постоянного населения не было.